# Tossal de la Cala
El Tossal de la Cala és un turó situat en l'extrem sud-oest de Benidorm, entre la Platja de Ponent i la Platja de Finestrat. En la part alta del turó (cotes de 80 a 103 m) s'han trobat restes arqueològiques de diferents èpoques.

## Jaciment arqueològic

### Història
El primer a excavar el jaciment, en 1944, fou José Belda Domínguez. Va considerar que les restes més antigues, situades en el fons, pertanyien al bronze i a l'ibèric antic del segle iv aC. Per damunt hi havia un nivell més potent amb materials dels segles II i I aC.
Cap a 1960, sent alcalde Pedro Zaragoza Orts, es va construir una carretera d'accés i un mirador en el cim que van arrasar part del jaciment. A les destrosses causades per la carretera i el mirador es van sumar els de la construcció d'una piscina en el cim i els aplanaments en una cota inferior per a un restaurant que mai es va construir. A més, des de la dècada de 1940 es va registrar l'activitat d'excavadors clandestins que van espoliar gran quantitat de materials i van destrossar el jaciment.
En 1965 Miquel Tarradell i Alejandro Ramos van excavar el que va quedar lliure, una zona d'uns 250 m², i van establir una cronologia dels segles II i I a. de C. En 1984 Francisco García Hernández va realitzar una altra excavació d'urgència perquè s'anava a construir la urbanització Montbenidorm en el vessant nord del Tossal. Va establir que el poblat finalitzava en la cota de 80 m. Va trobar un únic nivell arqueològic.
Amb els informes de les excavacions, Enric Llobregat va confirmar en la seua ja clàssica obra Contestania ibèrica que estàvem davant un poblat de l'ibèric tardà que va ser abandonat o destruït en la primera meitat del segle i aC. La total absència de ceràmica terra sigillata feia que tots els investigadors foren unànimes en eixa data final.
En juliol de 2013 la professora Feliciana Sala va dirigir una nova excavació, la quarta, sobre les restes que havien sobreviscut a la urbanització del Tossal. Es va confirmar que no estem en un petit poblat ibèric sinó en una fortificació romana. Es va descobrir la muralla que havia citat J. Belda i que els estudiosos posteriors van identificar com a carrer. El que fins llavors s'interpretava com a murs de les cases del poblat s'encastaven en la muralla, per la qual cosa no podien ser habitatges. És més lògic suposar que eren els allotjaments dels soldats sertorians.
Gran part del jaciment ha sigut destruït per la pressió urbanística de la zona. En la porció alta del turó, al costat del camí d'accés al mirador, queden visibles unes restes d'habitació. El turó allargat als seus peus que Belda va interpretar com a factoria púnica, i el turó amb forma de con truncat que s'ha interpretat com a santuari o necròpolis, també han patit danys enormes.

### Troballes

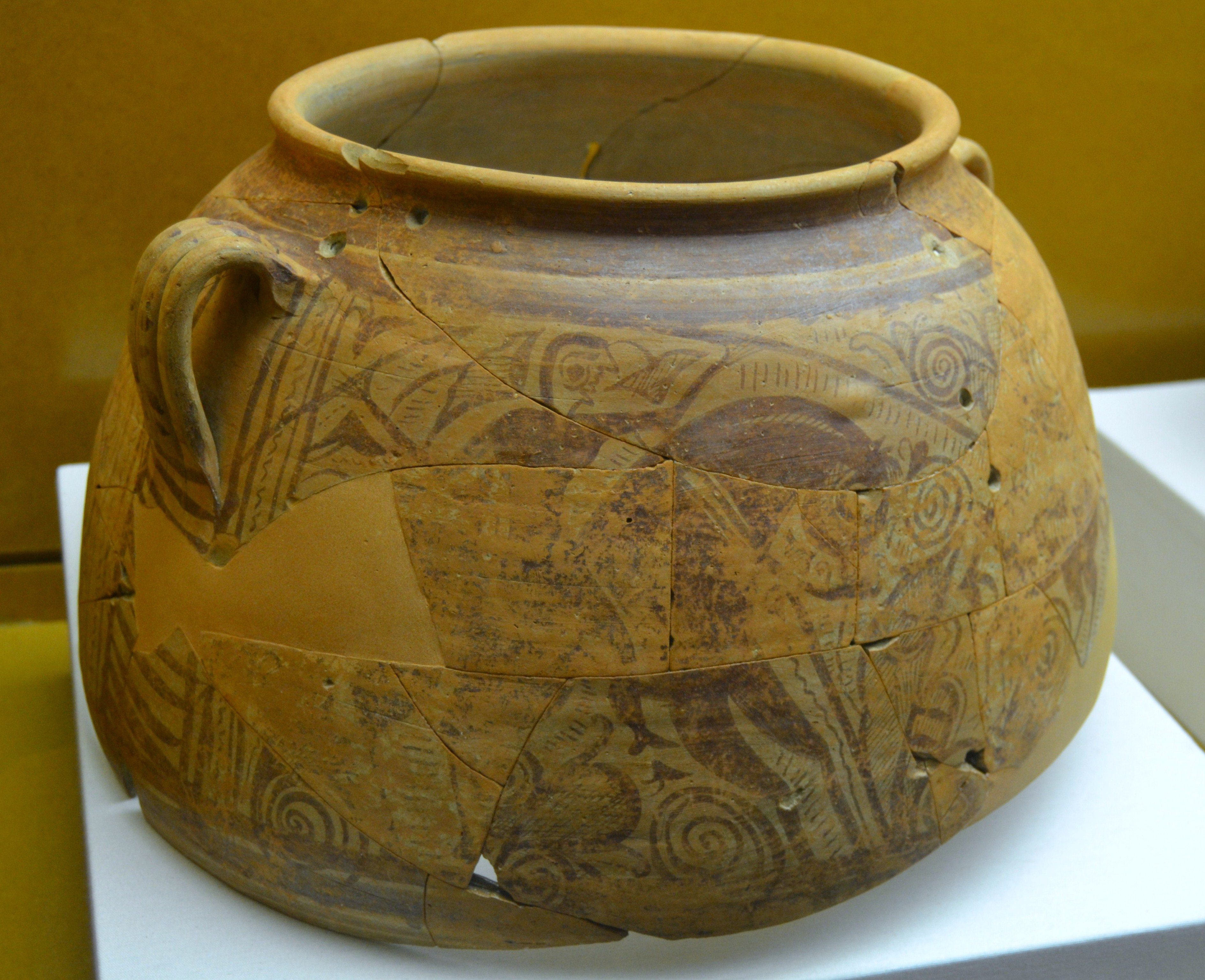
Ceràmica ibèrica trobada al jaciment

S'hi han trobat restes de ceràmica, ferro, ossos i vidre. Estan repartits entre el MARQ, l'ajuntament de Benidorm, el Servei de Recerca Prehistòrica de València, col·leccionistes privats, etc. Entre les peces d'origen iber destaca la representació de la deessa Tànit exposada en el Museu Arqueològic Provincial d'Alacant. Entre els materials d'origen romà hi ha llances (pílum), fragments de vaixella militar, peces d'os per a l'escriptura (Stylus) i elements de ceràmica culinària.
Varen sorgir, però, diversos problemes en la interpretació de les troballes. Per exemple, la presència de ceràmica grega del segle IV i cartaginesa del III no quadraven bé amb un poblat del segle ii. També l'existència de llucanes, objectes de vidre i una vaixella metàl·lica i altres objectes de metall (per exemple una gran serra) típics dels assentaments romans però raríssims en els ibers. També era complicat relacionar el poblat del cim amb altres quatre jaciments arqueològics localitzats en els voltants del Tossal, la cronologia del qual va del segle IV a l'I aC. En un turó troncocònic situat als peus del Tossal, J. Belda va trobar fragments de peveters o thymiateria que va atribuir a la deessa Tanit i que hui s'interpreta com la deessa Demèter. També hi van aparèixer restes d'escultura monumental en pedra: fragments d'un bou i un lleó. Belda va interpretar que el jaciment era un santuari, però altres autors, com per exemple Lorenzo Abad, van interpretar que era una possible necròpolis. El que sí que sembla clar és que els jaciments del Tossal i el seu entorn s'emmarquen dins de l'activitat de la zona de la platja de Finestrat, que en aquells segles va ser un punt d'intercanvi comercial i un embarcador (la mar penetrava uns 200 metres més que en l'actualitat) usat en aquella època i en les posteriors amb finalitats comercials i pesqueres.
Estudis posteriors van revelar que el turó va ser un assentament romà ocupat pels exèrcits de Quint Sertori durant l'anomenada Guerra de Sertori. El Tossal de la Cala formava part d'una cadena romana d'enclavaments militars costaners situats en les dues comarques de la Marina, com també era el cas dels que s'han localitzat a Altea, Calp, Moraira i les serres de Segària i Montgó. Situats sobre penya-segats i cales de difícil accés, complien un paper fonamental fiscalitzant el trànsit de navilis amics o enemics en les hostilitats navals de la guerra. De fet, la base principal de Sertorius en la costa es trobava en Dianium -l'actual Dénia, on acudien des de la llunyana Cilícia els seus aliats pirates- mentre que el port de les tropes de Pompeu enviades per Sila i el Senat es trobava a Cartagena. Durant aquell conflicte, romans i ibers van conviure i van col·laborar. Sala va afegir que el contingent militar del jaciment del Tossal de la Cala de Benidorm rebia l'avituallament dels poblats indígenes situats a l'interior i pertanyents a tribus com els contestans, en els quals Sertori sempre va cercar suport per a poder donar resposta bèl·lica als seus poderosos enemics enviats per Roma.
Respecte als materials ibèrics i cartaginesos dels segles IV i III aC, F. Amillo els interpreta com a resultat d'uns observatoris marítims i/o fortificacions d'eixos segles que van ser arrasats pels sertorians quan van construir el seu castell. Per això J. Belda, l'únic que va poder estudiar el jaciment en la seua integritat, parlava de "resíduos que yacen en lo más profundo de aquel suelo".